# Espen Haavardsholm
Espen Haavardsholm (ur. 10 lutego 1945 w Oslo) – norweski prozaik, poeta, eseista i autor biografii.
Debiutował w 1966 r. zbiorem opowiadań Tidevann. Napisał biografie Martina Linde, Aksela Sandemose i Johana Borgena. Był członkiem grupy literackiej Profil.

## Twórczość
- Tidevann (1966) – opowiadania
- Munnene (1968) – powieść
- Kartkisser (1969) – eseje
- Den askyelige snømannen (1970) – opowiadania
- Zink (1971) – szkice
- Grip dagen (1973) – wiersze
- Historiens kraftlinjer (1975) – powieść
- Boka om Kalle og Reinert (1978) – powieść
- Drift (1980) – powieść
- Svarte fugler over kornåkeren (1981) – opowieści
- Store fri (1983) – powieść
- Roger, Gult (1986) – powieść
- Mannen fra Jante (1988) – biografia Aksela Sandemose
- Huleskyggen (1990) – powieść
- Martin Linge – min morfar (1993) – biografia
- Ikke søkt av sol (1994) – powieść
- Taushetens pris (1995) – eseje
- Det innerste rommet (1996) – powieść
- Essays i utvalg (1996) – wybór esejów
- Italianeriner (1998) – powieść
- Øst før Eden (2000) – biografia Johana Borgena
- Lilit (2001) – powieść
- Noveller om ungdom (2002) – opowiadania
- Gutten på passbildet (2004) – powieść
- Tjue (2006) – powieść
- Bildet på baksiden (2008) – powieść
- Besøk på Ekely (2011) – powieść